# Mircea Simon

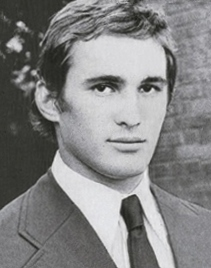
Mircea Simon

Mircea Simon (* 22. Juni 1954 in Bukarest) ist ein ehemaliger rumänischer Boxer. Simon war Silbermedaillengewinner der Olympischen Spiele 1976 und zweimaliger Bronzemedaillengewinner der Europameisterschaften.

## Karriere

### Amateur
Simon war viermal rumänischer Meister, 1974 im Halbschwergewicht (-81 kg) und 1975–1977 im Schwergewicht (+81 kg).
1974 gewann Simon die Silbermedaille bei den Polizeimeisterschaften de Staaten des Warschauer Pakts. Im Jahr darauf errang er bei den Europameisterschaften Bronzemedaille, wobei er im Halbfinale gegen Andrzej Biegalski, Polen (KO 2.) verlor.
Bei den Olympischen Spielen 1976 erreichte Simon nach Siegen über Trevor Berbick, Jamaika (5:0), Atanas Suvandzhiev, Bulgarien (4:1), und Clarence Hill, Bahamas (5:0), das Finale, welches er gegen Teófilo Stevenson, Kuba (AB 3.), verlor und dadurch die olympische Silbermedaille gewann.
1977 gewann Simon bei den Europameisterschaften wie schon zwei Jahre zuvor die Bronzemedaille, wobei er im Halbfinale gegen Evgeni Gorstkov, Sowjetunion (5:0), verlor. Im Jahr darauf errang er die Silbermedaille bei den Warschauer-Pakt-Polizeimeisterschaften und beendete danach seine Karriere.

### Profi
1978 war Simon mit der rumänischen Nationalmannschaft im Trainingslager in Lake Tahoe, Nevada, und stellte einen Asylantrag bei den dortigen Behörden. Nach Annahme dieses Antrags zog er nach Laguna Beach, Kalifornien, stieg unter dem Manager und Trainer Jackie McCoy ins Profigeschäft ein. Sein Profidebüt gab er am 18. März 1978 mit einem Punktsieg über Rocky Jones. In den nächsten sieben Kämpfen blieb er ungeschlagen, bevor er sich mit Eddie Lopez unentschieden trennte. Weitere vier Siege später traf er im September 1979 auf Leroy Caldwell, gegen den er nach zehn Runden nach Punkten verlor und danach seine Karriere beendete.